# Bauczi (stan)
Bauczi (ang. Bauchi) – stan w północno-wschodniej części Nigerii.
Bauczi sąsiaduje ze stanami Plateau, Taraba, Gombe, Yobe, Jigawa i Kano. Jego stolicą jest Bauczi. Powstał w 1976. W 1996 odłączono od niego stan Gombe. Według danych szacunkowych na rok 2012, stan liczy ok. 5,4 mln mieszkańców
W stanie rozwinął się przemysł cementowy, spożywczy oraz ceramiczny.

## Podział administracyjny
Stan Bauczi podzielony jest na 20 lokalnych obszarów administracyjnych:
| - Alkaleri - Bauchi - Bogoro - Damban - Darazo - Dass - Gamawa - Ganjuwa - Giade - Itas-Gadau | - Jama'are - Katagun - Kirfi - Misau - Ningi - Shira - Tafawa-Balewa - Toro - Warji - Zakki |